# 神道国際学会
神道国際学会（しんとうこくさいがっかい）は、日本文化の研究紹介を目的とする団体である。1994年に東京で発足し、1996年にニューヨークにNGOの International Shinto Foundationを設立、2000年7月24日に日本で特定非営利活動法人（NPO法人）として認可された。日本に本部を置く国連と連携するNGOであり、特殊諮問資格を持つ。神道系宗教法人であるワールドメイト教祖の深見東州によって設立された。代表者は金光教泉尾教会総長の三宅善信。
神道国際学会の元々の英語名は International Shinto Foundation（略称：ISF）だったが、のちに日本組織の英語名は International Shinto Studies Association（略称：ISSA）となった。神道国際学会から2005年に分立したアメリカのインターナショナル・シントウ・ファウンデーションも、日本語で神道国際学会と呼ばれることがある。
2021年8月25日、臨時社員総会で法人の解散を決議して「特定非営利活動法人」としての神道国際学会は解散した。なお、国際セミナーの開催やウェブサイトの維持、出版物の刊行などの事業を継続するため、「任意団体（人格なき社団）」としての神道国際学会の設立総会が同年8月2日に開催され、会長、副会長以下、大半の理事が横滑りで就任している。

## 概要
日本国内外の日本宗教研究者へ呼びかけ、日本文化への国際理解を促進するための神道研究の支援や国際シンポジウム等を行うことを主な活動としている。定款には「古代から現代につづく日本文化の研究紹介を行うなど、社会教育の推進、文化の振興、環境保全に関する事業を行い、同様の目的を持つ国内外の団体と協力して、全人類の福祉の向上に寄与することを目的とする」と記載されている。2013年時点の会員数は約700名。
神道系新宗教のワールドメイト教祖の深見東州（半田晴久）が、本格的な神道の国際的研究体制を作る目的で神道国際学会創立事務局専務理事となり、神道国際学会設立準備委員会を発足させ、神道系新宗教大本の信者であった梅田善美も設立に尽力した。当初の活動に必要な基金は、有志の拠出金により準備された。設立後は梅田が理事長を16年間務めた。2017年現在は神道系新宗教金光教泉尾教会総長の三宅善信が代表を務める。2005年時点で深見は神道国際学会の理事・副会長であり、その活動に深く関与していた。2005年の組織改編時に深見は副会長を退き、International Shinto Foundation の活動に専念している。同会理事であったマーク・テーウェンは、神道国際学会はワールドメイトによって維持されていると2007年時点で述べている。2013年までの18年間で通算約10億円の寄付を集め、コロンビア大学宗教学部の「深見東州神道学講座」など世界各国の大学に神道学講座を開設して外国人神道研究者の育成を行ってきた。また、日本内外で数々の国際シンポジウム・セミナー・公開講演会等の開催や刊行物の発行を行い賛同者を集めた。
1996年6月にアメリカ合衆国ニューヨーク州で法人登記し活動を始め、1997年12月に神道国際学会（International Shinto Foundation）として国連NGOに登録した。International Shinto Foundation は、認可の翌年から国際連合広報局の情報提供を受け活動を開始した。ワールドメイトによって維持されている事に起因する問題点を改善するため、研究と実践の区分を明確にする目的で組織が改変され、2004年に関連各団体の活動区分と関係を見直し、2005年にアメリカの International Shinto Foundation は神道国際学会から分かれた。日本の神道国際学会は学術面に力を入れ、International Shinto Foundation は国際的な神道や日本文化の紹介・啓蒙的な活動に力を入れるとされる。両組織は部分的に独立する形で協力し合って活動している。国際連合広報センターのサイトでは、2017年時点で神道国際学会（International Shinto Foundation：ISF）と掲載されており、神道国際学会の英語表記もしくは両組織の扱いには混乱が見られる。また International Shinto Foundation も日本語で神道国際学会とされることがある。

## 評価
宗教学者の島薗進は神社本庁とも協力し合っているようだと評し、日本の宗教学者は参加が少ないが、外国人の日本宗教研究者を集めていると述べている。
宗教学者の井上順孝は、神社界には神道国際学会を通して深見の活動を支持するものが少なくないと述べており、2005年時点においては、神道国際学会（International Shinto Foundation）はワールドメイトによって維持されていると述べている。
ドイツの宗教学者インケン・プロールは、日本の新宗教の教団は、自分たちの主張を発信するために学術活動を支援することがあるが、ワールドメイトと神道国際学会（インターナショナル・シントウ・ファウンデーション）はその最も典型的な例だと述べている。
同会理事であり、神道研究の国際ネットワーク構築に尽力したマーク・テーウェンは、神道研究の国際的ネットワークの構築にそれなりに貢献していると評価している。一方で、ワールドメイトのみによって財政維持されていることを懸念材料にあげている。ワールドメイトによって維持されている問題点として、「研究と実践的目的が混同されがちなこと」等を挙げており、それらの問題の対策として2004年に組織改革を行ったが、2007年時点では十分な時間がたっていないため、改革の結果ははっきりした形で出ていないと述べている。

## 沿革
- 1994年 - 東京で民間の任意団体として神道国際学会が発足[25][6]。
- 1996年 - ニューヨークで International Shinto Foundation がNGOとして設立[7][25]。
- 1996年 - 神道国際学会（International Shinto Foundation）が国際連合広報局（United Nations Department of Public Information）にNGOとして認証される[28][25]。
- 2000年 - 日本でNPO法人としての認証を受ける[7]。
- 2001年 - コロンビア大学宗教学部に「深見東州神道学講座[9]」を開設し、同大学で初めて神道研究が行われることとなった[29]。
- 2005年 - 組織が改変され、神道国際学会からアメリカの International Shinto Foundation が切り離される[25]。
- 2021年 - 社員総会の決議（特定非営利活動促進法第31条第1項第1号）に基づき、特定非営利活動法人神道国際学会を解散[8]。「任意団体（人格なき社団）」としての神道国際学会を設立[3]。

## 活動や事業
設立趣意にある主たる目的である活動や事業は、以下の通り。
- 神道に関する国際シンポジウムを日本国内ならびに諸外国で開催する。
- 海外の有力大学や宗教研究機関に神道に関する講座を開設するよう働きかける。
- 日本文化の基礎をなしている神道を研究しようとする海外の研究者を日本に招き、研究ならびに体験の機会を提供する。
- 神道に関する文献を収集し、神道国際図書館を創設する。
- 神道に関する文献の各国語への翻訳・出版活動を行う。別に、海外における神道研究の基本文献として英語版はじめ諸言語版の「神道辞典」の編纂・出版を企画する。
- 神道研究家が国際的な場において研究の成果を発表したり討論する機会を提供する。
- 若手の神道研究家を養成する。
- 一般人を対象とした国際的な啓発活動を展開する。

## 組織

### 代表・理事長
- 梅田善美（大本出身、世界エスペラント協会副会長）初代理事長。2010年死去。
- 大崎直忠（メディアコンサルタント・アイエスアイ社主[30]） 第2代理事長。
- 三宅善信（金光教泉尾教会総長）（2013年 - ）第3代理事長[8][17]

### 会長
- 中西旭（中央大学名誉教授、 神社本庁教学顧問）（1994年 - 2004年） 初代会長[31]。2004年に組織改編に伴い退任。2005年死去。[32][33]
- 薗田稔（秩父神社宮司・京都大学名誉教授）（2005年[34] - 2013年[35]）[36]
- 栗本慎一郎（経済人類学者・元衆議院議員）（2013年 - 2016年）[35]
- マイケル・パイ（ドイツ・マールブルク大学名誉教授、元国際宗教学宗教史学会会長[37]）（2017年 - ）[38]